# Cryoconservation

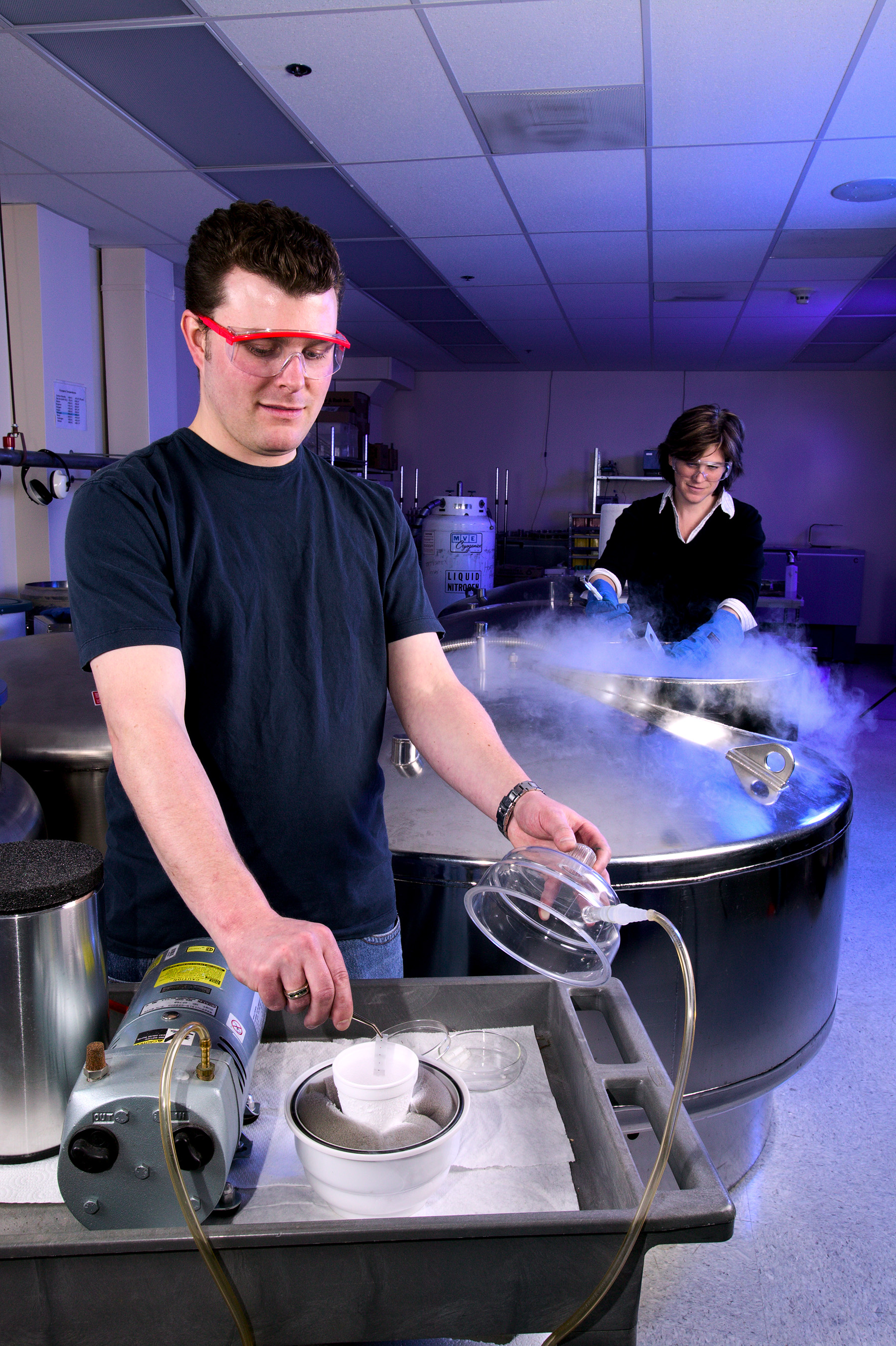
Cryoconservation des pousses. Bac ouvert d'azote liquide à l'arrière plan.

La cryoconservation, appelée aussi cryosuspension, cryofixation ou cryopréservation, est un procédé où des cellules ou tissus entiers sont conservés en les refroidissant à très basse température, typiquement 77 K ou −196 °C (le point d'ébullition de l'azote liquide). À ces températures extrêmement basses, toute activité biologique est suspendue[réf. non conforme], y compris les réactions biologiques qui provoqueraient la mort cellulaire. Cependant, en l'absence de solutions cryoprotectrices, le gel nuit aux cellules conservées alors qu'elles approchent des températures basses (lors du refroidissement) ou des températures ambiantes (lors du réchauffement).

## Processus de cryoconservation
Pour la conservation d'être humains le processus peut être commencé après la déclaration de mort légale de la personne. Quand un individu meurt, les cellules ne reçoivent plus d'oxygène, ce qui cause inévitablement leur mort. Néanmoins, dans un environnement offrant des températures basses, les cellules ont un besoin qui est plus faible en oxygène car le métabolisme est ralenti. C'est pourquoi un refroidissement rapide est essentiel.

## Température
On suppose que l'entreposage cryogénique offre une longévité infinie aux cellules, mais on a du mal à déterminer la durée réelle de la conservation. Dans des expériences sur des graines séchées, les chercheurs ont remarqué des degrés variés de détérioration selon la température de conservation, même ultra-basse. En dessous de −136 °C (137 K), l'activité vitale se ralentit dans une large mesure, et les températures inférieures à −196 °C (77 K, le point d'ébullition du diazote) sont considérées comme idéales pour conserver des échantillons importants.

## Risques
En général, les phénomènes pouvant abîmer les cellules durant la cryoconservation se produisent lors du gel. Ils comprennent les effets de solution, la formation de glace hors et au sein des cellules ou encore la déshydratation. On peut réduire la portée de ces effets grâce aux cryoprotecteurs.
Une fois congelés, les tissus sont relativement bien protégés. Néanmoins, des estimations fondées sur l'accumulation de dégâts à l'ADN par des rayonnements[Lesquels ?] pendant une conservation cryogénique ont indiqué un entreposage maximal de 1 000 ans.
Effets de solution : la formation de cristaux de glace dans l'eau gelée repousse les solutés, entraînant une situation où ceux-ci deviennent concentrés dans l'eau liquide restante. Des concentrations élevées de certains solutés peuvent s'avérer très nuisibles.
Formation de glace hors des cellules : lorsque les tissus se refroidissent lentement, l'eau s'échappe des cellules et la glace se forme dans l'espace entre cellules. Trop de glace entre les cellules peut produire un effet d'écrasement.
Formation de glace au sein des cellules : alors que certains organismes et tissus peuvent supporter un certain degré de glace hors des cellules, un niveau important est toujours dévastateur[réf. non conforme].
Déshydratation : la fuite d'eau (qui forme la glace extracellulaire) entraîne également la déshydratation de la cellule.

## Techniques principales pour éviter les dommages cellulaires
Les techniques principales pour empêcher les dégâts liés à la cryoconservation sont une combinaison établie de gel réglé et un procédé plus récent de gel éclair, la vitrification.

### Congélation lente
La congélation lente englobe une série de techniques bien établies mises au point au début des années 1970. Ces techniques ont permis la première naissance à partir d'un embryon congelé, Zoe Leyland en 1984. Depuis lors on s'est servi de machines capables de congeler le tissu d'une manière lente et réglée dans le domaine de la biologie humaine, animale et cellulaire. On estime que 20 % des bébés-éprouvettes sont conçus à partir d'un embryon soumis à une congélation lente.
Il est possible d'éviter le gel intracellulaire si le refroidissement est assez réglé pour permettre une quantité suffisante d'eau de quitter la cellule. Le pas varie selon la taille de la cellule et la perméabilité (fluide) : un taux de refroidissement typique d'environ 1 °C par minute convient à de nombreuses cellules mammifères après traitement avec cryoprotecteurs comme le glycérol ou le DMSO (Diméthylsulfoxyde), or ce taux n'est pas universellement le meilleur.
Plusieurs études indépendantes ont démontré que les embryons congelés grâce à la technique de congélation lente peuvent, à certains égards, être meilleurs que des embryons frais dans le domaine de la fécondation in vitro. Ces études ont été présentées à la conférence de la Société américaine de la médecine de la reproduction (American Society for Reproductive Medicine (en)) en San Francisco, en 2008. Les études indiquent que l'utilisation d'embryons congelés, au lieu de frais, réduit le risque de mort-nés et accouchements prématurés, mais on cherche encore à expliquer précisément les facteurs en jeu[réf. non conforme].

### Vitrification
Les développeurs d'une nouvelle technique, la vitrification, depuis 2000 prétendent que cette méthode fournit les bienfaits de la cryopréservation sans les dégâts dus à la formation des cristaux de glace[réf. non conforme]. Dans le domaine de la cryoconservation clinique, la vitrification nécessite en général l'ajout de cryoprotecteurs avant le refroidissement. Ces cryoprotecteurs ont un effet anti-gel, ils baissent le point de congélation, tout en augmentant la viscosité. Au lieu de se cristalliser, la solution sirupeuse devient une glace amorphe en se vitrifiant. Au lieu d'un changement de phase d'un liquide à un solide, l'état non cristallisé est comme un liquide solide et la transformation se produit sur une petite plage de températures connue sous le nom de température de transition vitreuse.
Le refroidissement rapide encourage la vitrification de l'eau, et une vitrification sans cryoprotecteurs peut se faire par une chute de température extrêmement rapide (des mégakelvins par seconde). Le taux nécessaire pour parvenir à l'état vitré en eau pure était considéré comme impossible jusqu'en 2005.
Pour atteindre la vitrification, il faut normalement une augmentation de la viscosité et une baisse du point de congélation. De nombreux solutés produisent les deux effets, mais des molécules plus massives tendent à produire un effet plus important, surtout en ce qui concerne la viscosité.
Chez les méthodes établies de la vitrification, le soluté doit noyauter la membrane cellulaire afin de hausser la viscosité et réduire le point de congélation au sein de la cellule. Les sucres ne pénètrent pas facilement cette membrane, alors que les solutés capables de le faire (comme le diméthylsulfoxyde) sont souvent toxiques à haute concentration. Un des défis principaux de la cryopréservation par vitrification est de limiter les dégâts provoqués par le cryoprotecteur, à cause de cette toxicité. En 2009, des mélanges de cryoprotecteurs et l'utilisation d'inhibiteurs de glace ont permis à Twenty-First Century Medicine de vitrifier un rein de lapin jusqu'à −135 °C avec son cocktail vitrifiant. Après le réchauffement, le rein a été greffé avec succès à un lapin, de manière tout à fait fonctionnelle et viable, capable de maintenir l'animal en vie avec ce seul rein .

## Tissus gelables
En général, la cryoconservation se prête aux échantillons fins et aux parcelles de ceux-ci, que l'on peut vite refroidir sans avoir recours à de grandes quantités de cryoprotecteurs toxiques. En conséquence, la préservation sous gel des foies et des cœurs humains est encore un but très lointain. Néanmoins, une combinaison correcte de cryoprotecteurs et de cycles de refroidissement et rinçage lors de leur réchauffement permet, dans beaucoup de cas, une cryoconservation réussie de matériaux biologiques, surtout de suspensions de cellules ou d'échantillons de tissus fins. Des exemples comprennent :
- le sperme ;
- le sang ;
  - cellules spéciales pour les transfusions ;
  - cellules souches ;
  - le sang du cordon ombilical ;
- échantillons de tissus comme les tumeurs et les coupes histologiques ;
- œufs ;
- embryons de 2, 4 ou 8 cellules lors de leur congélation ;
- tissu des ovaires ;
- graines ou pousses de plantes, pour leur sauvegarde.

En plus, des efforts sont en cours pour cryopréserver les humains, un domaine appelé la cryonie, où soit le cerveau, soit le corps entier est soumis aux procédés de cryoconservation. Bien que d'innombrables cellules, vaccins, tissus et échantillons aient été décongelés et utilisés sans problème, on n'a pas du tout réussi à faire de même en ce qui concerne des corps ou cerveaux. Les partisans de la cryonie prétendent qu'il serait possible d'employer les techniques actuelles pour préserver les humains afin de les raviver et restaurer grâce à des techniques très avancées à venir.

### Sperme
Le sperme restera viable après une cryopréservation presque infinie, son plus long entreposage réussi étant de 22 ans. La conservation gelée s'avère utile pour ceux qui veulent reporter une fécondation ou pour ceux sur le point de subir une vasectomie pour garder l'option d'engendrer des enfants.

### Tissu testiculaire
La cryoconservation du tissu testiculaire immature est une méthode en cours de développement pour offrir la capacité de reproduction à de jeunes garçons ayant besoin de thérapies chimiothérapeutiques. Les résultats des expériences animales sont prometteurs, puisque des petits sont nés après la greffe de cellules ou de tissus testiculaires congelés. Cependant, aucune de ces options pour rétablir la fertilité ne se sont révélées efficaces ou sûres chez l'homme.

### Œufs
La congélation des ovocytes est une technique nouvelle où les œufs d'une femme sont extraits, congelés et entreposés. Plus tard, lorsqu'elle est prête à une grossesse, on peut dégeler, féconder puis transférer ces œufs dans l'utérus en tant qu'embryons.

### Tissu d'ovaires
La congélation d'ovocytes a permis pour la première fois en France à une femme de tomber enceinte malgré un cancer et le suivi d'une chimiothérapie après la phase de rémission.

## Cryoconservation naturelle
La tolérance au gel, dans laquelle les organismes survivent à l'hiver en gelant leurs fonctions vitales, est connue chez quelques vertébrés: cinq espèces de grenouilles (Grenouille des bois, Rainette faux-grillon de l'Ouest, Pseudacris crucifer, Dryophytes versicolor, Dryophytes chrysoscelis), une de salamandres (Hynobius keyserlingi), un de serpents (Couleuvre rayée) et trois de tortues (Tortue peinte, Terrapene carolina, Terrapene ornata). Les tortues serpentines et les lézards des murailles survivent également au gel nominal, mais il n’a pas été établi qu’ils étaient adaptatifs à l'hivernage. Dans le cas de la grenouille des bois, l’un des cryopréservateurs est le glucose ordinaire, dont la concentration augmente d’environ 19 mmol/l lorsque les grenouilles sont refroidies lentement.